# John Edwards (Improvisationsmusiker)

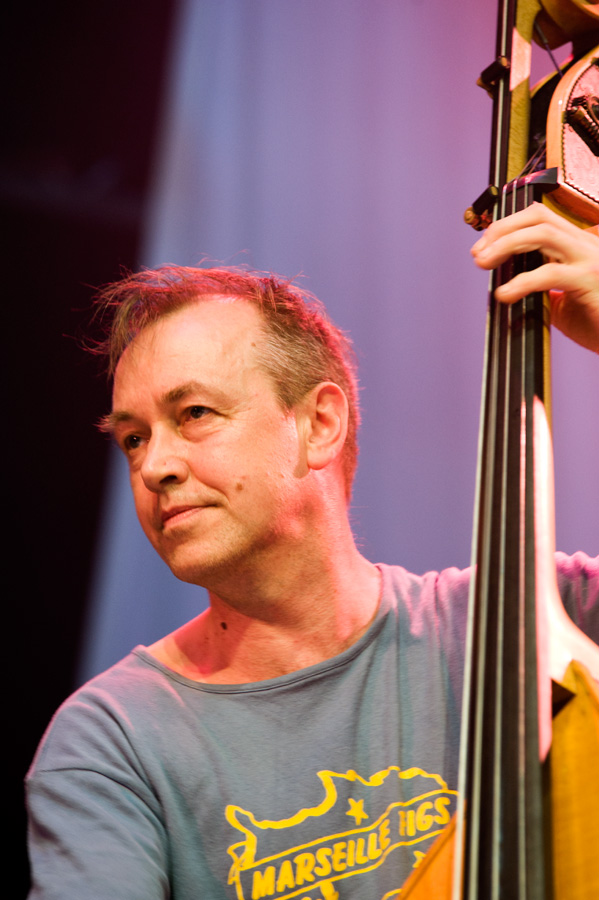
John Edwards, Moers Festival 2012

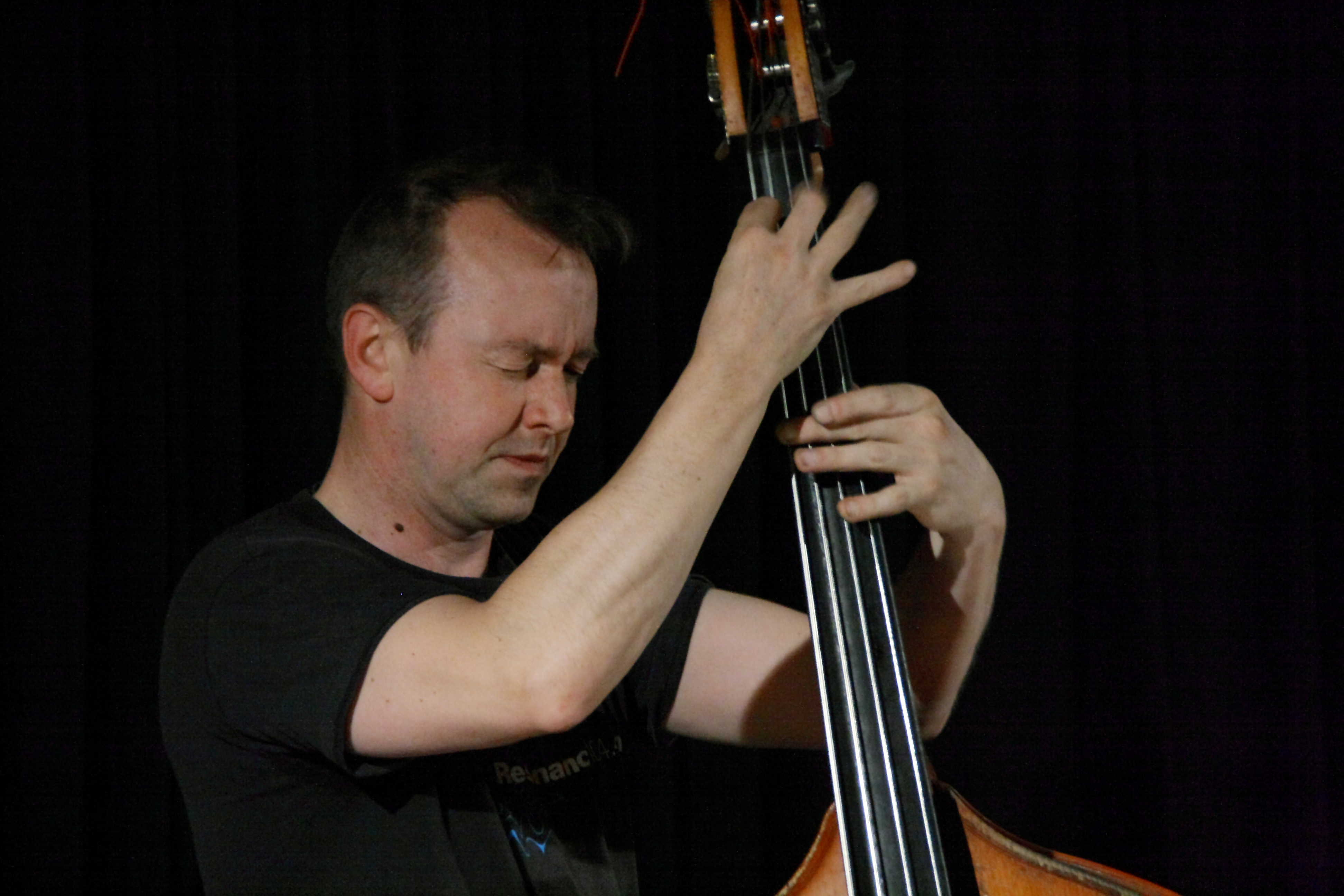
John Edwards mit PaPaJo im Club W71, 2010

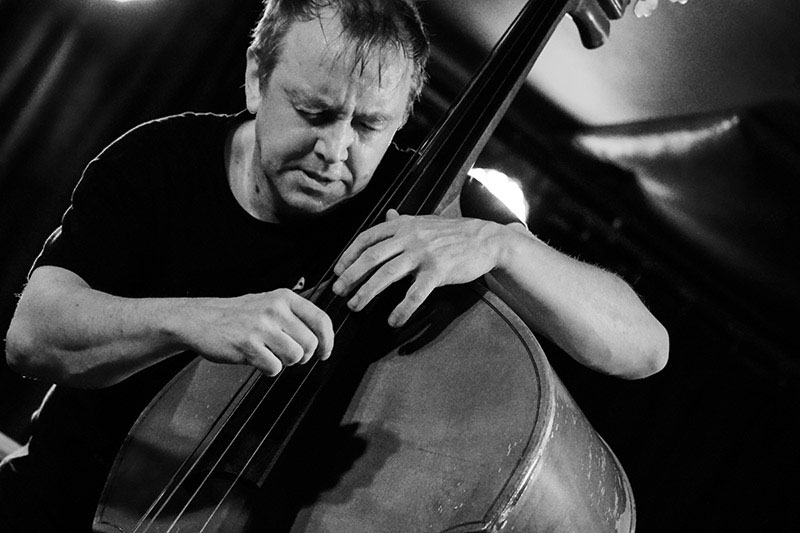
John Edwards (Dänemark 2018)

John Edwards (* 1964) ist ein britischer Bassist des Free Jazz und der europäischen Improvisationsmusik.

## Leben und Wirken
Nachdem Edwards 1987 mit dem Bass begonnen hatte, bildete er die Formation The Pointy Birds, die Musik für Tanztruppen wie The Cholmodeleys oder The Featherstonehaughs produzierten. 1990 trat er erstmals mit Musikern wie Roger Turner, Lol Coxhill, Maggie Nichols oder Phil Minton auf. 
Zwischen 1990 und 1995 war Edwards gleichzeitig Mitglied mehrerer Formationen, wie der Band God, B Shops for the Poor und bei The Honkies. Zudem war er regelmäßiger Begleitmusiker von Londons Szene der improvisierten Musik, hatte erste Solo-Auftritte und arbeitete in Duo-Formation (Bass/Cello) in der Formation The Great Explorers. Seit 1995 gehört John Edwards zu den aktivsten Musikern der Londoner Szene und spielt zwischen 150 und 200 Gigs im Laufe eines Jahres. Er war Mitmusiker von Evan Parker in verschiedenen Formationen und arbeitete außerdem mit Tony Bevan, Jon Lloyd, Veryan Weston und Elton Dean, spielte mit Michel Doneda, Paul Dunmall, Gerd Dudek, Hans Koch, Sunny Murray, mit dem London Improvisers Orchestra, mit Michel Waisvisz und John Butcher sowie im Duett mit dem Perkussionisten Mark Sanders (Nisus Duets, 2002). Mit Paul Lovens und dem Posaunisten Paul Hubweber bildet er das Trio PaPaJo. Mit John Butcher und Mark Sanders bildet er das Trio The Last Dream of the Morning. 2008 legte er mit  Volume sein erstes Soloalbum vor. 2020 wurde er gemeinsam mit anderen Musikern mit dem Instant Award in Improvised Music ausgezeichnet.

## Diskographische Hinweise
- Jon Lloyd: Praxis (FMR, 1997)
- Evan Parker: London Air Lift (FMP, 1997); The Two Seasons (Emanem, 1999)
- Eddie Prévost: Touch (Matchless, 1997)
- Evan Parker / John Edwards / Steve Beresford / Louis Moholo: Foxes Fox (1999)
- Veryan Weston/John Edwards/Mark Sanders: Mercury Concert (Emanem, 2004)
- Tony Bevan, Orphy Robinson, John Edwards, Ashley Wales, Mark Sanders: Bruised (Foghorn, 2005)
- Sunny Murray: The Gearbox Explodes! (Foghorn, 2006)
- Steve Noble / John Edwards / Alan Wilkinson: Obliquity (2007)
- Louis Moholo-Moholo Unit: For the Blue Notes (Ogun, 2012)
- The Remote Viewers: Crimeways (RV, 2013, mit David Petts, Adrian Northover, Rosa Lynch-Northover, Sue Lynch, Caroline Kraabel)
- Evan Parker/John Edwards/John Russell: Walthamstow Moon (Byrd Out, 2016)
- Chicago / London Underground: A Night Walking Through Mirrors (Cuneiform Records, 2017)
- Louis Moholo-Moholo’s Five Blokes: Uplift the People (Ogun, 2018)
- Charlotte Keeffe: Right Here, Right Now (2021)
- Binker Golding, John Edwards & Steve Noble: Moon Day (2021)
- Andrew Lisle / John Edwards / Kit Downes: Multi-Directional (2022)
- Colin Webster Large Ensemble: First Meeting (2023)
- The Remote Viewers: This Strange Place (2023)
- John Butcher + 13: Fluid Fixations (2024)
- John Butcher in Duos with Angharad Davies, John Edwards, Mark Sanders and Pat Thomas: Lower Marsh (2024)
- Peter Brötzmann / John Edwards / Steve Noble / Jason Adasiewicz: The Quartet, Cafe Oto, London, February 10 & 11, 2023 (Otoroku, 2025)
- Sergio Armaroli: Introducing a Very Heavy Person (2025)